# Pseudaphelia marginilinea
Pseudaphelia marginilinea är en fjärilsart som beskrevs av James John Joicey och Talbot 1924. Pseudaphelia marginilinea ingår i släktet Pseudaphelia och familjen påfågelsspinnare. Inga underarter finns listade i Catalogue of Life.